# Lumsås
Lumsås er en landsby og et sommerhusområde beliggende i Odsherred.
Mandag 6. september 1982 kort før middag blev et Harpoon missil ved et uheld affyret fra Fregatten Peder Skram. Ved et held blev kun fire sommerhuse jævnet med jorden og 130 andre sommerhuse delvis skadet.
Fregatten F352 Peder Skram er nu museumsskib og ligger ved Elefanten på Nyholm, der er en del af Flådestation Holmen. 

## Lumsås bys historie
Lumsås er en gammel by, der i gamle dage havde gårde og huse, håndværkere, mejeri, mølle, gadekær, forsamlingshus, brugs (nedlagt i 2010), forretninger, kro og kirke.
Byen nævnes første gang i 1231, men arkæologiske fund har vist, at der i de sidste 2.500 år har boet mennesker i og omkring Lumsås. Åsen, der er en bakkekam af sand og grus, dannet for ca. 15.000 år siden, indgår også i byens navn. Første del: "lum" betyder sandsynligvis håndtag, mens sidste del henviser til byens placering på åsen. Navnet er altså: bakkedraget (ved noget) som minder om et årehåndtag.
Frem til Reformationen i 1536 var Lumsås ejet dels af kongen, dels af biskoppen i Roskilde. I 1536 konfiskerede kongen bispernes gods, og alle bønder kom nu til at høre under staten. I 1591 havde byen 19 gårde. Det var forskelligt, hvad de enkelte gårde skulle betale i afgift. F.eks. skulle Niels Andersen betale 4 mark penge, 2 tønder rug, 2 tønder byg, 1 får, 1 lam, 1 gås, 1 skæppe havre, 2 høns, 20 æg og 10 skæpper byg. Desuden skulle han opdrætte en af kongens stude igennem 4-5 år og om efteråret aflevere til lensmanden med henblik på opstaldning.
1600-tallet blev en svær tid for Lumsås-bønderne. I 1620'erne og 1640'erne blev landet ramt af misvækst, og midt i 1650'erne hærgede pesten. Oven i disse ulykker kom så Svenskekrigene 1657-1660. Det kom til at gå hårdt ud over befolkningen, som blev tvunget til at føde på besættelsestropperne, der heller ikke undlod at plyndre og brandbeskatte. I 1662 hedder det, at af byens 20 gårde var de fire øde, 10 gårdmænd var forarmet, og kun seks var ved magt.
Kongen havde ført Svenskekrigene for lånte penge. En af kreditorerne, Henrik Møller, havde et tilgodehavende på 225.000 rigsdaler samt pantegods for 180.000 rigsdaler. Kongen kunne imidlertid ikke betale, og Møller fik derfor overdraget krongodset i Nordvestsjælland, herunder også hele Lumsås by.
I 1688 havde byen 19 gårde, men tre af dem stod stadig øde. Gårdene dyrkede tilsammen 433 tønder land, hvilket svarer til 42 % af byens samlede areal. Resten var lyngjorde, vandhuller og moser, som først i løbet af 1700- og 1800-tallet blev tørlagt og opdyrket i forbindelse med byens udskiftning.
Udskiftningen og udflytningen af gårdene fandt sted i 1799. Af byens da 16 gårde blev de 10 flyttet ud, og kun seks fik lov til at blive liggende inde i byen. Alle gårdene fik samlet deres jord på eet sted, men afgav hver 2 tønder land til et husmandssted.
Ved indgangen til 1800-tallet havde Lumsås 189 indbyggere fordelt på 36 familier. Udover gård- og husmænd var der en smed og en hjulmand, der begge supplerede håndværket med et lille jordbrug. Hertil kom to jordløse husmænd, en familie på fattighjælp og endelig mølleren. Fra 1820 var der også skole i byen. Den blev nedlagt i 1973.
Indtil midten af 1800-tallet var byens bønder fæstere under staten, men i 1854 blev bønderne som følge af en lov selvejere, og de 16 gårdmænd og 26 husmænd købte for den nette sum af 39.721 rigsdaler deres fæsteboliger. En gård kom til at koste ca. 2.100 rigsdaler, mens et hus kostede ca. 200 rigsdaler.
I 1896 blev Lumsås Kirke opført. Allerede i 1893 havde byens beboere taget initiativ til at få skaffet Lumsås og omegn en kirke. Da beboerne havde sørget for en grund til kirke, kirkegård og præstebolig, trådte Folketingets finansudvalg til med et tilskud på 18.500 kr. til selve byggeriet. Og i årene 1895-1896 opførtes der en kirke i dansk-romansk stil. Ved en stor højtidelighed blev kirken indviet den 30. august 1896. 
Ser man på byens indbyggere for 100 år siden, levede de fleste stadig af landbrug. Men der var også en del håndværkere: tømrere, bager (i tilknytning til brugsen), stenhugger, smed, træskomænd, murer, skrædder. Desuden var der brugs (fra 1879), mejeri (fra 1890), dyrlæge (fra 1898), høkere og fiskere samt en strandkontrollør og et landpostbud. I alt boede der 423 mennesker i Lumsås. Senere kom der forsamlingshus (1907), hotel (1907), bogsamling (1918) og telefoncentral hos høker Sofus Petersen.
Inden for de sidste 50 år er mange af forretningerne og håndværkerne forsvundet, og der er sket betydelige ændringer i befolkningssammensætningen og erhvervsaktiviteterne. Men det lokale sammenhold og særpræg er bevaret, og Lumsås er stadig en by med liv i, også takket være de mange turister der hvert år besøger byen.
- Lumsås kirke
- Lumsås Mølle